# Spinacia
Spinacia é um género botânico pertencente à família Amaranthaceae.

## Classificação do gênero
| Sistema | Classificação                    | Referência |
| ------- | -------------------------------- | ---------- |
| Linné   | Classe Dioecia, ordem Tetrandria | [ 1 ]      |
| Linné   | Classe Dioecia, ordem Pentandria | [ 2 ]      |